# Robert Rodriguez
Pour les articles homonymes, voir Rodriguez.
Robert Rodriguez (en espagnol : [roˈβeɾt roˈðɾiɣe̝s] ; en anglais : [ˈɹɑbəɹt ɹɒˈdɹiːɡɛz]), né le 20 juin 1968 à San Antonio (Texas), est un réalisateur, scénariste, producteur et musicien américain d'origine mexicaine.
Diplômé de l'université du Texas à Austin, il est connu pour tourner des films à petit budget qui rencontrent souvent un grand succès public et dans lesquels il occupe de nombreux « postes ». Son premier long métrage El Mariachi est ainsi produit pour seulement 7 000 dollars et est présenté dans divers festivals (Toronto, Sundance ou encore la Berlinale 1993). Les critiques sont assez bonnes et le film est remarqué par les grands studios hollywoodiens. Ce film connaîtra deux suites. Robert Rodriguez développe ensuite des films d'aventures avec la franchise familiale Spy Kids (2001-2011).
Il collabore aussi à plusieurs reprises avec son ami Quentin Tarantino : ce dernier signe le scénario de son film fantastique d'horreur Une nuit en enfer (1996) et participe aussi à la direction d'une scène de Sin City (2005). Mais surtout, ils réalisent chacun une moitié du diptyque Grindhouse (2007).
En 2019, le réalisateur revient avec un film de premier plan adapté d'un manga : Alita: Battle Angel.
En parallèle au cinéma, il s'illustre comme guitariste du groupe de rock texan Chingón et compose également les musiques de la plupart de ses films.

## Biographie

### Jeunesse et formation
Robert Anthony Rodriguez est né à San Antonio dans l'État du Texas. Il est le fils de parents américano-mexicains. Sa mère Rebecca (née Villegas) était infirmière et son père Cecilio G. Rodriguez, vendeur,. Il commence à s'intéresser au tournage à l'âge de 7 ans lorsque son père achète un magnétoscope et une caméra.
En parallèle à ses études à la St. Anthony High School, il s'exerce en filmant sa famille et en en faisant des petits films. À cette période, il rencontre Carlos Gallardo, futur acteur et producteur de certains de ses films, avec qui il fait davantage de petits films. Après un diplôme au College of Communication de l'Université du Texas, il crée une petite bande dessinée, dont les personnages s'inspirent beaucoup de sa famille. Malgré tout cela, il n'arrive pas à intégrer une école de cinéma. Il parvient cependant à faire publier sa BD, Los Hooligans, dans le journal étudiant The Daily Texan durant trois ans. Il continue également à réaliser de nombreux courts-métrages.

### Débuts et révélation critique (années 1990)

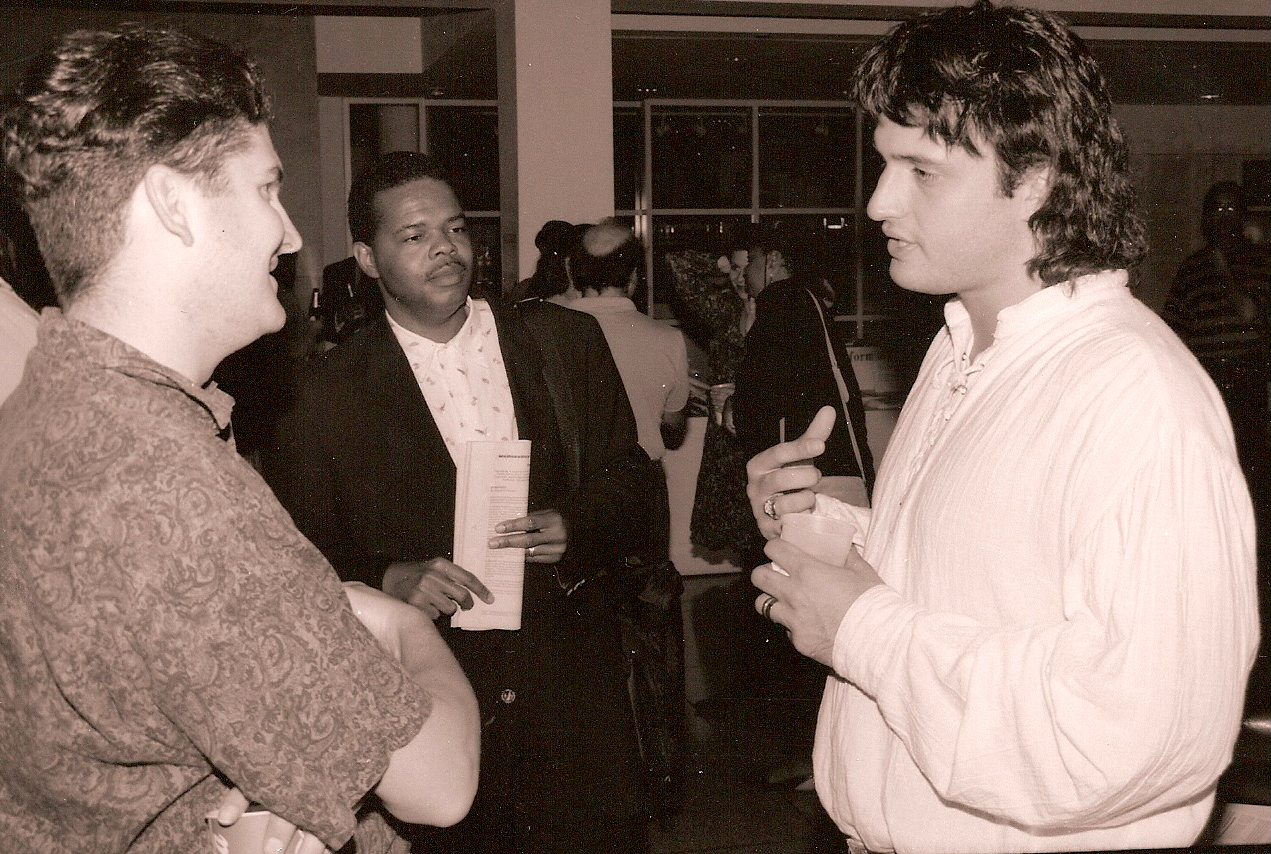
Le jeune cinéaste au 1993 Atlanta Film Festival, pour El Mariachi.

Son court-métrage Bedhead, sorti à l'automne 1990, est récompensé dans plusieurs festivals. Trois de ses frères et sœurs font partie de la distribution du film, qui présente déjà tous les ingrédients de son style : un humour omniprésent, des mouvements de caméra rapides et nerveux ainsi que des zooms intenses.
En 1992, il se fait connaître avec son premier long métrage, El Mariachi, tourné en espagnol avec un budget de 7 000 dollars. En dépit du manque de moyens, le film est un succès critique et public. Il obtient plusieurs prix comme le prix du public à Sundance. Le projet séduit Columbia Pictures qui décide de le distribuer aux États-Unis,. Encouragé par l'accueil de son premier long métrage, Robert Rodriguez s'attaque en 1995 à la suite de ce premier film, intitulée Desperado. Cette fois-ci, le réalisateur est soutenu d'emblée par Columbia Pictures. Antonio Banderas y reprend le rôle principal, alors que Salma Hayek y tient l'un de ses premiers rôles.
En 1996, Rodriguez met en scène Quentin Tarantino, qui faisait déjà une courte apparition dans Desperado, dans Une nuit en enfer, un film déjanté avec George Clooney et Harvey Keitel.
Deux ans plus tard, il s'essaie à la science-fiction en acceptant un « film de commande » pour Dimension Films, intitulé The Faculty. Le scénario est signé par Kevin Williamson, créateur de la saga horrifique Scream. Le film repose sur une distribution de jeunes talents incarnant des lycéens confrontés à une invasion extra-terrestre : Josh Hartnett, Elijah Wood, Clea DuVall et Jordana Brewster. Les rôles d'enseignants sont confiés à des acteurs chevronnés comme Robert Patrick, Bebe Neuwirth, Famke Janssen et la fidèle Salma Hayek. Si le film connait un succès commercial mitigé, il deviendra rapidement un film culte.

### Confirmation commerciale (années 2000)

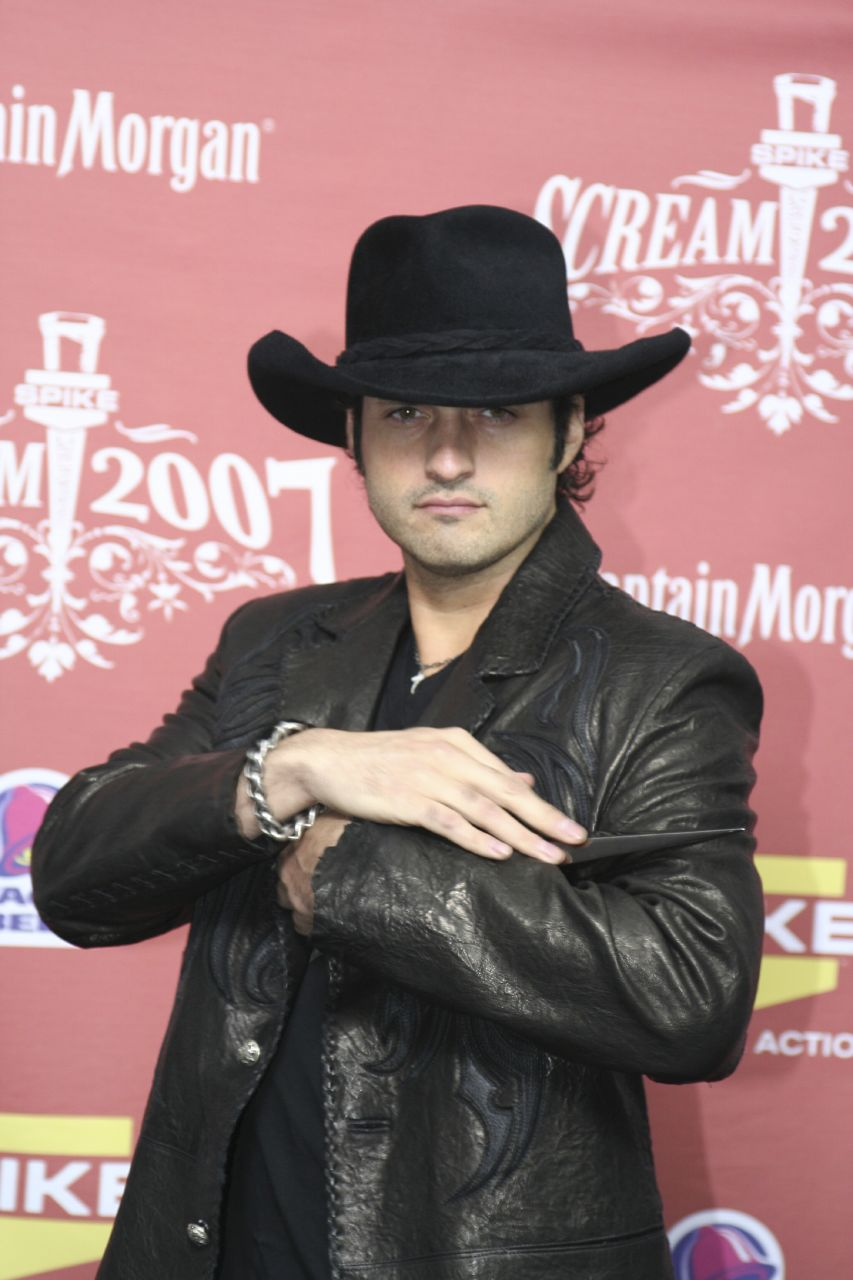
Le cinéaste aux 2007 Scream Awards, pour Grindhouse.

En 2001, il crée sa société Troublemaker Studios, spécialisée dans les effets spéciaux, afin de développer différents projets tels que la saga Spy Kids, toujours avec Antonio Banderas. Le premier opus, sorti en 2001, rapporte 147 millions de dollars dans le monde. Le réalisateur-producteur développe rapidement des suites, qui sortent en 2002 et 2003, dans lesquelles il dirige de nombreux acteurs de ses films passés pour des rôles principaux comme secondaires.
Cependant, à l'issue de l'année 2003, il se reconnecte à son cinéma violent et adulte des années 1990, en reprenant le personnage du Mariachi avec Il était une fois au Mexique... Desperado 2, toujours avec Antonio Banderas et Salma Hayek, épaulés par Johnny Depp et Mickey Rourke. Le film connaît un succès public avec près de 100 millions de dollars de recettes mondiales, pour un budget d'environ 29 millions.
En 2004, il compose quelques musiques pour Kill Bill volume 2 pour son ami Quentin Tarantino. Il n'aurait été payé qu'un dollar mais en contrepartie, Quentin Tarantino viendra une journée filmer une scène de Sin City. Sin City est l'adaptation sur grand écran de la bande dessinée Sin City de Frank Miller. Tourné en noir et blanc et retouché en numérique, le film de Robert Rodriguez et Frank Miller est présenté en compétition pour la Palme d'or au festival de Cannes 2005. Il rencontre un succès public, soutenu par la présence de vedettes comme Bruce Willis et Mickey Rourke, et rapporte notamment 158 000 000 $ dans le monde. Cette même année, il renoue avec la science-fiction pour enfants et les effets en 3D pour un film dont son fils de 7 ans avait écrit le scénario, Les Aventures de Shark Boy et Lava Girl.
En 2007, il coréalise avec Quentin Tarantino le diptyque Grindhouse, dont sa partie Planète Terreur est un hommage aux films de zombies. C'est à cette occasion qu'il rencontre Rose McGowan, qui sera sa compagne jusqu'à leur séparation en 2009. Dans ce film, il fait participer plusieurs membres de sa famille, notamment son fils Rebel qui joue le fils du docteur Dakota Block, ainsi qu'Electra et Elise Avellan ses nièces qui jouent les baby-sitters jumelles.
En août 2009, il sort une nouvelle comédie d'aventure familiale, Shorts. On y retrouve son fils Rebel, ainsi que Jon Cryer, William H. Macy et James Spader. Le film ne sort pas dans les salles françaises et est un échec au box-office (seulement 28 millions de dollars de recettes mondiales).

### Passage au second plan (années 2010)
En 2010, il produit le troisième volet de la saga Predator, Predators. Puis il coréalise avec Ethan Maniquis le film Machete, adapté de sa fausse bande-annonce pour Grindhouse.
En 2011, il réalise The Black Mamba, un court-métrage de cinq minutes pour Nike où il joue lui-même aux côtés de Kobe Bryant, Kanye West, Danny Trejo et Bruce Willis. Il sort ensuite le 4e film Spy Kids, Spy Kids 4 : Tout le temps du monde, en août 2011 aux États-Unis. Le film n'est pas un succès public et ne sort pas au cinéma en France.

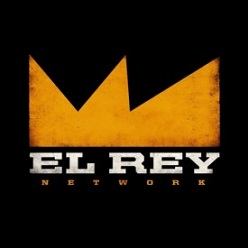
Logo d'El Rey

En 2013, la suite de Machete, Machete Kills sort en salles. Il s'agit d'une déception en termes de l'accueil public et critique. Cette même année, Robert Rodriguez lance sa propre chaîne de télévision : El Rey. En 2014, il y diffuse en exclusivité sa série télévisée Une nuit en enfer (From Dusk till Dawn: The Series), adaptée de son film du même nom sorti en 1996. La chaîne diffuse également Matador, en 2014, qu'il produit.
En 2014, la suite de Sin City, évoquée depuis des années, sort enfin. Contrairement au premier film, Sin City : J'ai tué pour elle est un échec au box-office avec moins de 40 millions de dollars de recettes mondiales.
En 2015, il est le réalisateur d'un projet fou : un film, intitulé 100 Years, qui ne sortira que 100 ans plus tard, en 2115. C'est une initiative d'une marque commercialisant le cognac Louis XIII qui vieillit pendant 100 ans. John Malkovich a imaginé trois versions du futur pour le film dans lequel il joue également.

### DepuisAlita: Battle Angel(2019)
Il réalise ensuite Alita: Battle Angel, produit par James Cameron (qui voulait le réaliser depuis des années). Il s'agit d'une adaptation cinématographique en prises de vue réelles du manga Gunnm créé par Yukito Kishiro. Le film sort en 2019 et récolte 404 852 543 $ dans le monde, soit le meilleur résultat de sa carrière. Après ce blockbuster, il décide de tourner un film dans des conditions similaires à la production de son premier film El Mariachi avec Red 11, un film au budget « microscopique » de 7 000 dollars (El Mariachi a été produit pour 7 225 $),. Le film ne connaît qu'une sortie limitée, après avoir été présenté au festival South by Southwest puis en séance spéciale lors d'une masterclass à la Quinzaine des réalisateurs du festival de Cannes.
À l'été 2019, il est annoncé qu'il tourne déjà son long métrage suivant, C'est nous les héros (We Can Be Heroes), pour Netflix. Il y dirige plusieurs acteurs enfants inconnus, aux côtés notamment de Priyanka Chopra, Pedro Pascal et Christian Slater. Le film sort à Noël 2020.

### Vie personnelle
En avril 2006, Robert Rodriguez annonce que lui et sa femme Elizabeth Avellan, avec qui il a eu cinq enfants (Rocket, Racer, Rebel Rodriguez, Rogue et Rhiannon), se séparent après 16 ans de mariage.
Il quitte sa femme pour Rose McGowan avec qui il a flirté pendant le tournage de Grindhouse. 
En 2007, ils se fiancent, ils se séparent et se remettent ensemble plusieurs fois. Leur relation prend fin en 2009 après une annulation de leur mariage.
Il est le cousin au deuxième degré de l'acteur Danny Trejo.

## Collaborateurs réguliers

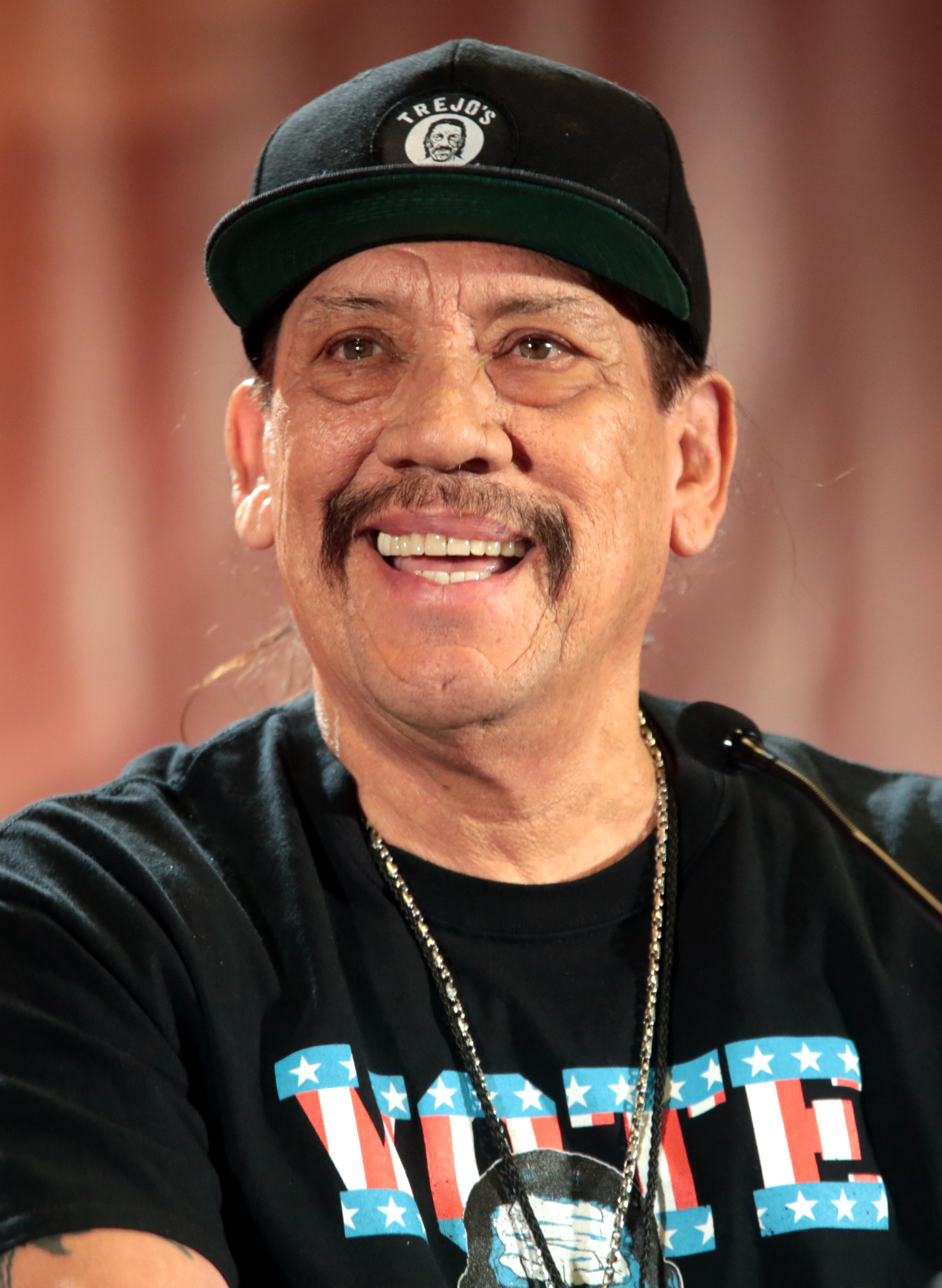
Danny Trejo, ici en 2017, apparait dans plusieurs films du réalisateur

Dès le début de sa carrière, Robert Rodriguez a pris l'habitude de s'entourer souvent des mêmes collaborateurs.
- Carlos Gallardo tenait le rôle-titre de son premier long métrage El Mariachi. Il apparaitra ensuite dans des rôles secondaires dans plusieurs films (Desperado, Planète Terreur et Red 11) et participe à la production de Il était une fois au Mexique... Desperado 2.
- Robert Rodriguez a par ailleurs collaboré à plusieurs reprises avec le réalisateur-scénariste Quentin Tarantino, qui a commencé sa carrière à peu près au même moment avec Reservoir Dogs (1992). Il apparait le temps d'une scène dans Desperado, écrit et joue dans Une nuit en enfer, dirige une scène de Sin City et fait un caméo dans Planète Terreur.
- Bruce Willis est dirigé par Robert Rodriguez dans Sin City et sa suite Sin City : J'ai tué pour elle ainsi que dans Planète Terreur.
- Mickey Rourke apparait dans les deux Sin City et dans Il était une fois au Mexique... Desperado 2.
- Salma Hayek est l'une des plus fréquentes collaboratrices de Robert Rodriguez : elle est présente dans le téléfilm Roadracers, dans le sketch de Groom Service, dans Desparado et sa suite, Une nuit en enfer, The Faculty et dans Spy Kids 3 : Mission 3D.
- Antonio Banderas est présent dans de nombreux films du réalisateur : Groom Service, Desparado et sa suite, dans les trois premiers volet de Spy Kids (il a été coupé au montage du 4e) et enfin dans Machete Kills.
- Danny Trejo, cousin au second degré de Robert Rodriguez, est présent dans Desperado, Une nuit en enfer (et dans les deux suites produites par Robert Rodriguez), dans la saga Spy Kids, dans Machete et sa suite.
- Christopher McDonald joue dans The Faculty, Spy Kids 2 : Espions en herbe, Machete et C'est nous les héros.
- Jessica Alba est présente dans Sin City et sa suite, dans Machete et sa suite et dans Spy Kids 4.
- Tom Savini tient des rôles dans Une nuit en enfer, Planète Terreur, Machete et dans la série télévisée Une nuit en enfer.
- Michelle Rodriguez est présente dans Machete et sa suite et dans Alita: Battle Angel.
- Jeff Fahey apparait dans Planète Terreur, Machete, dans la série télévisée Une nuit en enfer, Alita: Battle Angel et Hypnotic.
- Daryl Sabara apparait dans la saga Spy Kids et dans Machete.
- Elijah Wood joue dans The Faculty, Sin City et Spy Kids 3 : Mission 3D.
- Carla Gugino est présente dans les trois premiers Spy Kids et dans Sin City.
- George Clooney apparait dans trois films du réalisateur : Une nuit en enfer, Spy Kids et Spy Kids 3 : Mission 3D.
- Tout comme Danny Trejo, Cheech Marin apparait dans de nombreux films du réalisateur : Desperado et sa suite, Une nuit en enfer, les trois premiers Spy Kids et Machete.
- Alexa Vega joue dans les quatre Spy Kids et dans Machete Kills.
- Tony Shalhoub apparait dans les trois premiers Spy Kids.
- Par ailleurs, son ex-compagne Elizabeth Avellan a produit la plupart de ses films. Certains de leurs enfants apparaissent dans Les Aventures de Shark Boy et Lava Girl, Shorts et Red 11.

## Filmographie

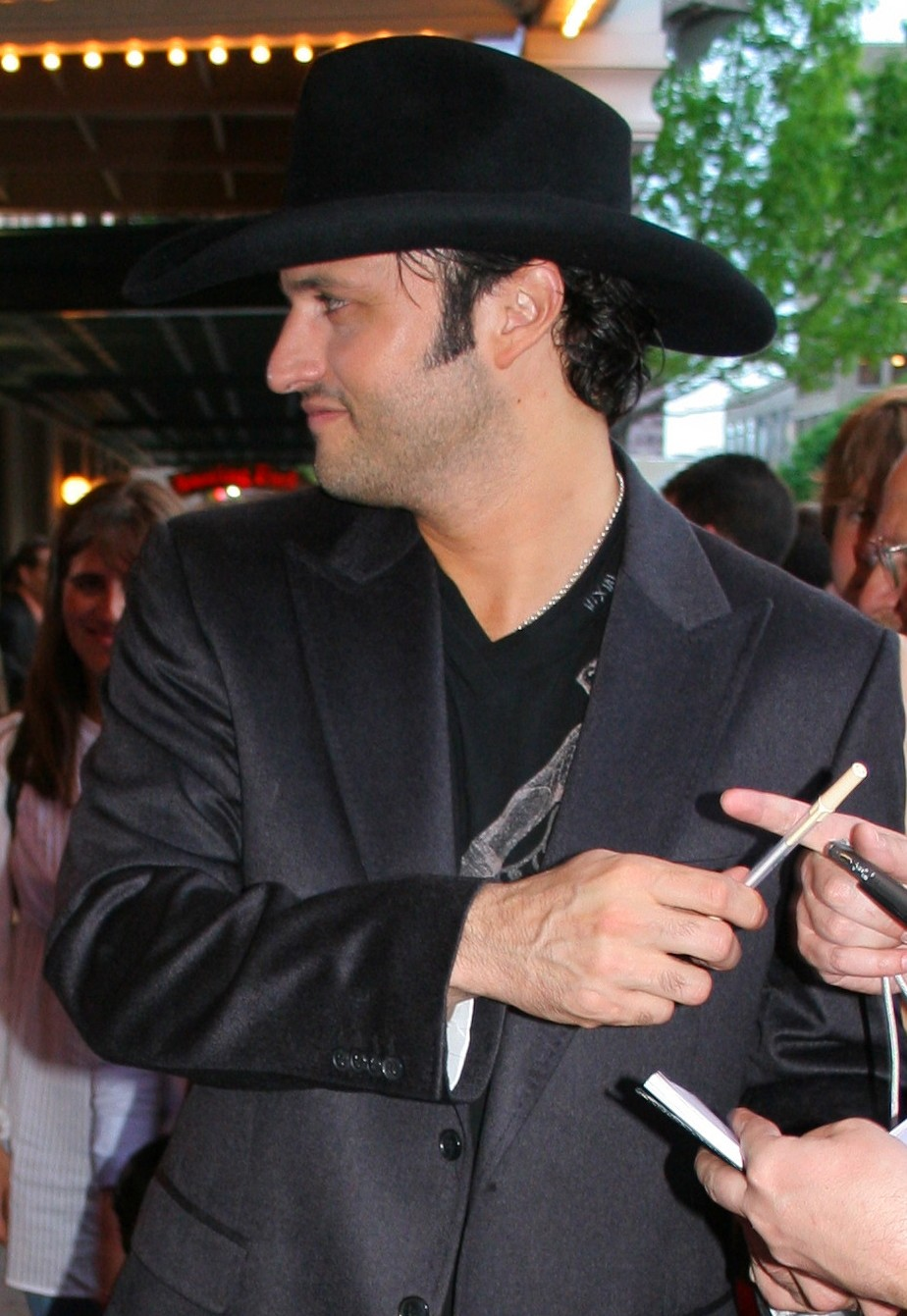
Rodriguez à l'avant-première de Grindhouse à Austin, Texas.

Sauf indication contraire, les informations mentionnées dans cette section peuvent être confirmées par la base de données cinématographiques IMDb,  présente dans la section « Liens externes ».

### Réalisateur

#### Cinéma
- 1991 : Austin Stories (court métrage)
- 1991 : Bedhead (court métrage)
- 1992 : El Mariachi
- 1995 : Desperado
- 1995 : Groom Service (Four Rooms) - segment The Misbehavers
- 1996 : Une nuit en enfer (From Dusk Till Dawn)
- 1998 : The Faculty
- 2001 : Spy Kids
- 2002 : Spy Kids 2 : Espions en herbe (Spy Kids 2: Island of Lost Dreams)
- 2003 : Spy Kids 3 : Mission 3D (Spy Kids 3-D: Game Over)
- 2003 : Il était une fois au Mexique... Desperado 2 (Once Upon a Time in Mexico)
- 2005 : Sin City (coréalisé avec Frank Miller)
- 2005 : Les Aventures de Shark Boy et Lava Girl (The Adventures of Shark Boy and Lava Girl in 3-D)
- 2007 : Planète Terreur (Planet Terror)
- 2009 : Shorts
- 2010 : Machete (coréalisé avec Ethan Maniquis)
- 2011 : Spy Kids 4 : Tout le temps du monde (Spy Kids: All the Time in the World)
- 2013 : Machete Kills
- 2013 : Two Scoops (court métrage)
- 2014 : Sin City : J'ai tué pour elle (Sin City: A Dame to Kill For) (coréalisé avec Frank Miller)
- 2015 : Sock 'em Dead (court métrage)
- 2018 : The Limit (court métrage)
- 2019 : Alita: Battle Angel
- 2019 : Red 11
- 2020 : C'est nous les héros (We Can Be Heroes)
- 2023 : Hypnotic
- 2023 : Spy Kids: Armageddon
- prévu en 2115 (tourné en 2015) : 100 Years (100 Years: The Movie You Will Never See)

#### Télévision
- 1994 : Roadracers (téléfilm)
- 2014-2016 : Une nuit en enfer, la série (From Dusk till Dawn: The Series) (série télévisée) - 7 épisodes
- 2014 : Matador (série télévisée) - 2 épisodes
- 2014-en production : The Director's Chair (série télévisée documentaire)
- 2020 : The Mandalorian (série télévisée) - 1 épisode
- 2021-présent : Le Livre de Boba Fett (The Book of Boba Fett) (série télévisée) - 3 épisodes

#### Publicités
- 2011 : The Black Mamba, court métrage de 5 minutes pour Nike, avec Kobe Bryant
- 2015 : bande-annonce de 100 Years (100 Years: The Movie You Will Never See), également film promotionnel pour le cognac Louis XIII de Rémy Martin

#### Clips musicaux
- 2020 : Rain on Me de Lady Gaga et Ariana Grande
- 2025 : The End de Mammoth WVH

### Scénariste
- 1991 : Bedhead (court-métrage)
- 1992 : El Mariachi
- 1993 : Roadracers (Téléfilm)
- 1995 : Desperado
- 1995 : Groom Service (Four Rooms) (segment : The Misbehavers)
- 2000 : Une nuit en enfer 3 : La Fille du bourreau de P. J. Pesce
- 2001 : Spy Kids
- 2002 : Spy Kids 2 : Espions en herbe (Spy Kids 2: Island of Lost Dreams)
- 2003 : Spy Kids 3 : Mission 3D (Spy Kids 3-D: Game Over)
- 2003 : Il était une fois au Mexique... Desperado 2 (Once Upon a Time in Mexico)
- 2005 : Les Aventures de Shark Boy et Lava Girl (The Adventures of Shark Boy and Lava Girl in 3-D)
- 2007 : Planète Terreur (Planet Terror) (dans le double programme Grindhouse avec Quentin Tarantino)
- 2009 : Shorts
- 2010 : Machete
- 2011 : Spy Kids 4 : Tout le temps du monde (Spy Kids 4: All the Time in the World)
- 2013 : Sin City : J'ai tué pour elle (Sin City: A Dame to Kill For) (coécrit avec Frank Miller et William Monahan)
- 2013 : Two Scoops (court métrage)
- 2019 : UglyDolls de Kelly Asbury
- 2020 : C'est nous les héros (We Can Be Heroes)
- 2023 : Hypnotic (coécrit avec Max Borenstein)
- 2023 : Spy Kids: Armageddon

### Producteur
- 1992 : El Mariachi
- 1995 : Desperado
- 1996 : Une nuit en enfer
- 1998 : The Faculty
- 2000 : Une nuit en enfer 2 : Le prix du sang de Scott Spiegel
- 2000 : Une nuit en enfer 3 : La Fille du bourreau de P.J. Pesce (en)
- 2001 : Spy Kids
- 2002 : Spy Kids 2 : Espions en Herbe
- 2003 : Spy Kids 3 : Mission 3D
- 2003 : Il était une fois au Mexique... Desperado 2
- 2005 : Sin City de Frank Miller
- 2005 : Les Aventures de Shark Boy et Lava Girl
- 2007 : Boulevard de la mort de Quentin Tarantino
- 2007 : Planète Terreur
- 2009 : Shorts
- 2010 : Machete
- 2010 : Predators de Nimród Antal
- 2011 : Spy Kids 4 : Tout le temps du monde (Spy Kids 4: All the Time in the World)
- 2013 : Machete Kills
- 2013 : Sin City : J'ai tué pour elle (Sin City: A Dame to Kill For)
- 2013 : Two Scoops (court métrage)
- 2014-2016 : Une nuit en enfer, la série (From Dusk till Dawn: The Series) (série télévisée)
- 2014 : Matador (série télévisée)
- 2018-présent : Spy Kids : Mission critique (Spy Kids: Mission Critical) (série télévisée d'animation) (également cocréateur)
- 2020 : C'est nous les héros (We Can Be Heroes)
- 2021-présent : Le Livre de Boba Fett (The Book of Boba Fett) (série télévisée)
- 2023 : Hypnotic

### Monteur
- 1991 : Bedhead (court-métrage)
- 1992 : El Mariachi
- 1993 : Roadracers (Téléfilm)
- 1995 : Desperado
- 1995 : Groom Service (Four Rooms) (segment : The Misbehavers)
- 1996 : Une nuit en enfer (From Dusk Till Dawn)
- 1998 : The Faculty
- 2001 : Spy Kids
- 2002 : Spy Kids 2 : Espions en Herbe (Spy Kids 2: Island of Lost Dreams)
- 2003 : Film Is Dead: An Evening with Robert Rodriguez (court-métrage documentaire)
- 2003 : Del Castillo (vidéo) de Robert Rodriguez et Danny Dale
- 2003 : Spy Kids 3 : Mission 3D (Spy Kids 3-D: Game Over)
- 2003 : Il était une fois au Mexique... Desperado 2 (Once Upon a Time in Mexico)
- 2005 : Sin City
- 2005 : Les Aventures de Shark Boy et Lava Girl (The Adventures of Shark Boy and Lava Girl in 3-D)
- 2007 : Planète Terreur (Planet Terror)
- 2009 : Shorts
- 2010 : Machete
- 2013 : Two Scoops (court métrage)
- 2013 : Machete Kills
- 2014 : Sin City : J'ai tué pour elle (Sin City: A Dame to Kill For)
- 2019 : Red 11
- 2020 : C'est nous les héros (We Can Be Heroes)

### Compositeur
- 1991 : Bedhead (court-métrage)
- 2001 : Spy Kids
- 2002 : Spy Kids 2 : Espions en Herbe (Spy Kids 2: Island of Lost Dreams)
- 2003 : Spy Kids 3 : Mission 3D (Spy Kids 3-D: Game Over)
- 2003 : Il était une fois au Mexique... Desperado 2 (Once Upon a Time in Mexico)
- 2004 : Kill Bill : Volume 2 de Quentin Tarantino
- 2005 : Sin City
- 2005 : Les Aventures de Shark Boy et Lava Girl (The Adventures of Shark Boy and Lava Girl in 3-D)
- 2007 : Planète Terreur (Planet Terror)
- 2009 : Shorts
- 2013 : Two Scoops (court métrage)
- 2013 : Machete Kills
- 2014 : Sin City : J'ai tué pour elle (Sin City: A Dame to Kill For)

### Acteur / caméos
- 1994 : L'Irrésistible North (North) de Rob Reiner : Jacky le cygne neigeux (voix)
- 1996 : Une nuit en enfer (From Dusk Till Dawn) : un musicien
- 1997 : Nash Bridges - 1 épisode : Marlo Veras
- 2005 : Sin City : un membre du SWAT
- 2007 : Planète Terreur (Planet Terror) : l'un des hommes de main d'Abby
- 2014 : Sin City : J'ai tué pour elle (Sin City: A Dame to Kill For) : l'ami de Sam
- 2021-2022 : Le Livre de Boba Fett (The Book of Boba Fett) (série télévisée) - 2 épisodes : Mayor Mok Shaiz / Dokk Strassi (voix)

## Distinctions principales
Sauf indication contraire, les informations mentionnées dans cette section peuvent être confirmées par la base de données cinématographiques IMDb,  présente dans la section « Liens externes ».

### Récompenses
- Festival du cinéma américain de Deauville 1993 : Prix du public pour El Mariachi[28]
- Festival du film de Sundance 1993 : Prix du public - film dramatique pour El Mariachi
- National Board of Review 1993 : Prix spécial
- Prix ACE 1994 : Meilleur premier film pour El Mariachi
- Film Independent's Spirit Awards 1994 : Meilleur premier film pour El Mariachi
- Festival du film fantastique d'Amsterdam 1996 : Silver Scream Award pour Une nuit en enfer
- Berlinale 1999 : Caméra de la Berlinale
- ASCAP Awards 2003 : Top Box Office Films pour Spy Kids 2 : Espions en Herbe
- Imagen Foundation Awards 2003 : Meilleur réalisateur pour Spy Kids 2 : Espions en Herbe
- ASCAP Awards 2004 : Top Box Office Films pour Spy Kids 3 : Mission 3D
- Satellite Awards 2004 : Meilleure chanson originale pour Il était une fois au Mexique... Desperado 2 (Siente mi amor chantée par Salma Hayek)
- Festival de Cannes 2005 : Grand prix technique pour Sin City
- ASCAP Awards 2006 : Top Box Office Films pour Sin City
- Online Film Critics Society Awards 2006 : Meilleure photographie et meilleur montage pour Sin City
- Austin Film Critics Association Awards 2006 : Meilleur film pour Sin City
- ShoWest Convention 2007 : Réalisateur de l'année (partagé avec Quentin Tarantino)

### Nominations
- Film Independent's Spirit Awards 1994 : Meilleur réalisateur pour El Mariachi
- Saturn Awards 1996 : Meilleur réalisateur pour Une nuit en enfer
- Satellite Awards 2005 : Meilleure photographie, meilleur montage, meilleure musique, meilleur montage son, meilleurs effets spéciaux pour Sin City
- Lion tchèque 2006 : Meilleur film en langue étrangère pour Sin City